# Drömmar (film)
Drömmar (norska: Drømmer) är en norsk dramafilm som hade premiär i Norge den 4 oktober 2024. Filmen är regisserad av Dag Johan Haugerud som även skrivit filmens manus.
Filmen vann Guldbjörnen vid filmfestivalen i Berlin 2025.

## Handling
Filmen handlar om Johanne som blir kär i sin fransklärare. Hon dokumenterar sina känslor i hennes dagbok, som dock både hennes mor och mormor läser.

## Rollista (i urval)
- Ella Øverbye – Johanne
- Selome Emnetu – Johanna, fransklärare
- Anne Marit Jacobsen – Karin, Johannes mormor
- Ane Dahl Torp – Kristin, Johannes mor
- Andrine Sæther – Anne